# Oreoschimperella
- Commons
- Wikispecies

Oreoschimperella é um género botânico pertencente à família Apiaceae.

## Espécies
- Oreoschimperella aberdarensis
- Oreoschimperella verrucosa